# Ochyrocera peruana
Ochyrocera peruana är en spindelart som beskrevs av Ignacio Ribera 1978. Ochyrocera peruana ingår i släktet Ochyrocera och familjen Ochyroceratidae.
Artens utbredningsområde är Peru. Inga underarter finns listade i Catalogue of Life.